# مانهار داس
مانهار داس (ازدهر في الفترة من 1582 إلى 1624 م) كان رسامًا هندوسيًا هنديًا على الطراز المغولي.
كان والد مانوهار بسوان رسامًا بارعًا في بلاط إمبراطور المغول، حيث نشأ مانوهار. ومن المرجح أن يكون والده هو من علمه ذلك، وفي وقت لاحق أصبح مانوهار رسامًا لبلاط السلطنة أيضًا. وقد رسم أعماله الأولى لأكبر، ثم عمل لاحقًا في خدمة ابن أكبر وخليفته جهانجير. غالبًا ما كانت أعمال مانوهار تصور العائلات المالكة والحياة في البلاط. يمكن العثور على بعض أعماله في المتحف البريطاني ومتحف فيكتوريا وألبرت.

## معرض الصور

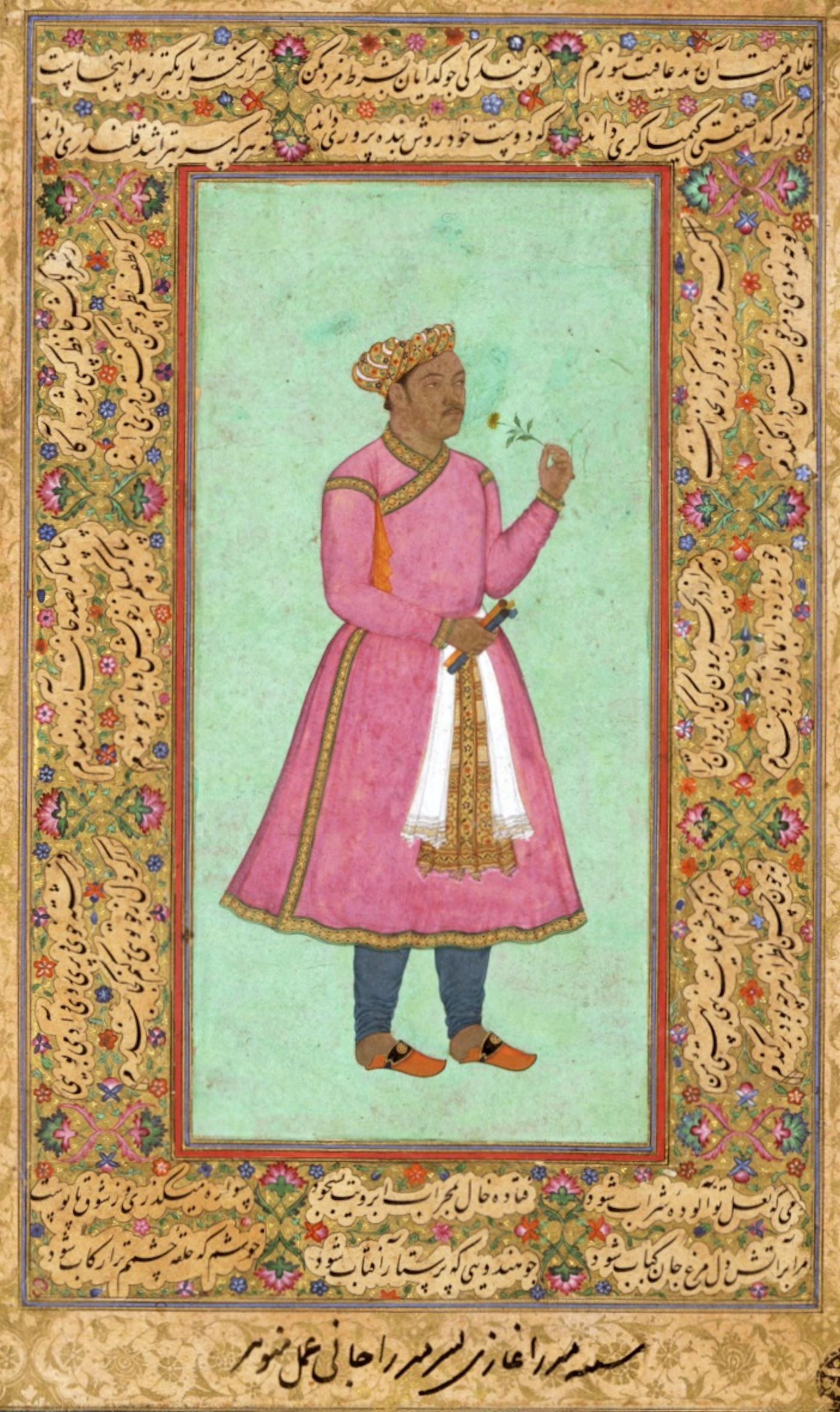
صورة لميرزا غازي، ابن ميرزا جاني. رسمها مانوهار، وهو رسام مغولي في بلاط طرخان في مقاطعة ثاتا، حوالي عام 1610 م.
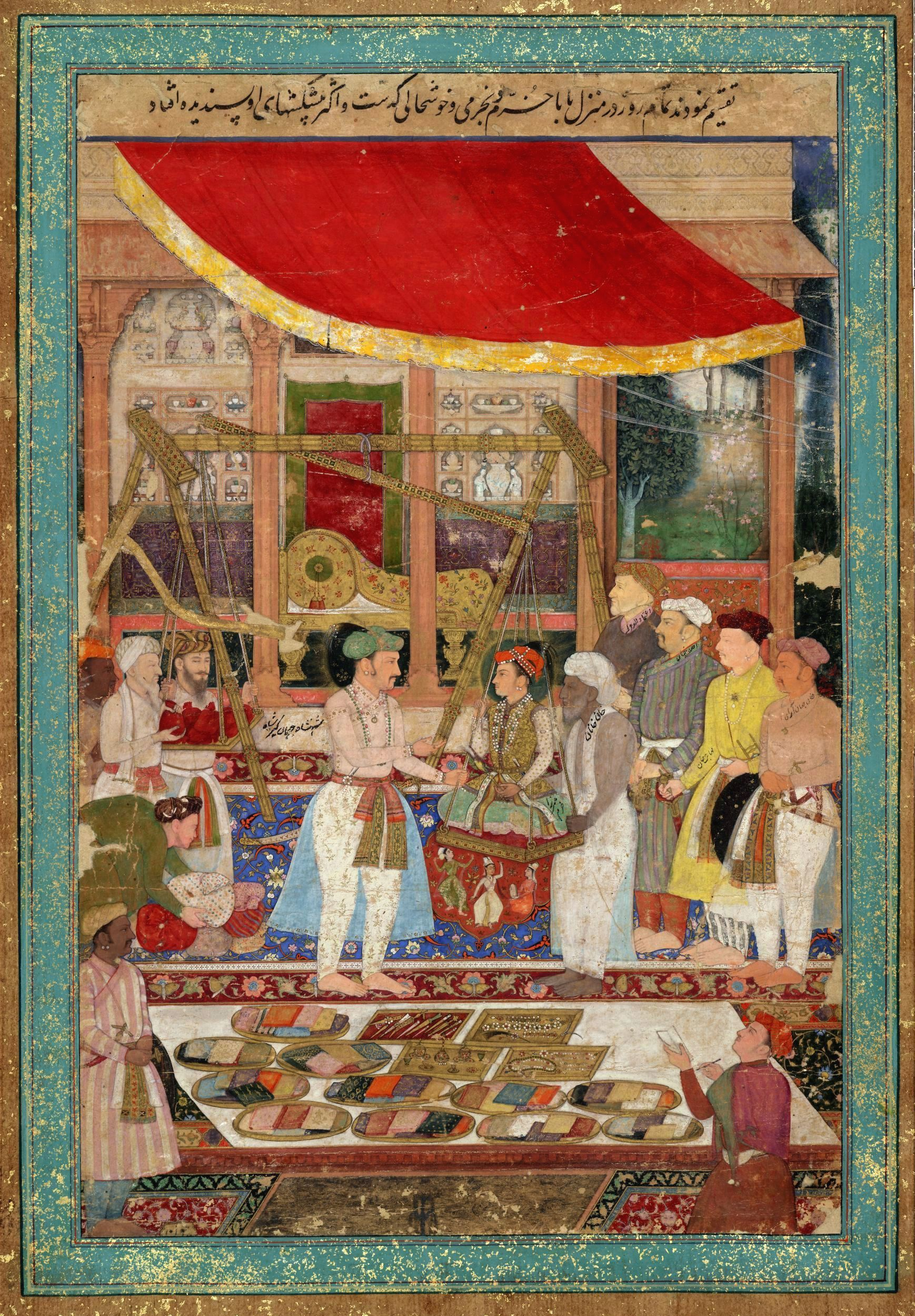
الإمبراطور جهانجير يزن الأمير خرم، بريشة مانوهار داس، المتحف البريطاني ، 1610-1615. يبدو أن هناك صورة شخصية في أسفل اليمين.

## قراءة إضافية
- Kossak, Steven (1997). Indian court painting, 16th-19th century]. New York: The Metropolitan Museum of Art. ISBN:0870997831. مؤرشف من الأصل في 2018-12-16. (see index: p. 148-152; plate 13)
- The Emperors' album: images of Mughal India, an exhibition catalog from The Metropolitan Museum of Art (fully available online as PDF), which contains material on Manohar Das